# Pórtico do Bom Jesus
O Pórtico do Bom Jesus localiza-se no Santuário do Bom Jesus do Monte, na freguesia de Tenões, na cidade e município de Braga, distrito de mesmo nome, em Portugal.

## Características
No início dos Escadórios do Bom Jesus, é formado por dois pilares de granito em rusticata, sustentando um arco de volta perfeita, com uma cornija em que assenta uma cruz arquiepiscopal com a imagem de Jesus Cristo, ladeada por quatro esferóides e duas esferas nos extremos.
O fecho do arco está decorado com o brasão do Arcebispo de Braga, D. Rodrigo de Moura Teles, responsável pela construção, em 1723, do primeiro grande lanço de escadaria e capelas dos Passos da Paixão de Cristo.
No exterior dos pilares duas inscrições rezam:
"Jerusalem sancta restaurada e reedificada no anno de 1723" e
"Pelo illustrissimo senhor Dom Rodrigo de Moura Telles Arcebispo primaz"
Nos pilares do arco estão adossadas duas pequenas fontes decoradas com o sol e a lua. O arco abre sobre um pátio guarnecido de parapeitos de cantaria, rematados por duas pirâmides.
O pequeno descaimento que se regista no fecho do arco do pórtico deve-se ao grande sismo de 1755.